# Ole Andres Olsen
Ole Andres Olsen (Oslo, 28 de julio de 1845-Hinsdale, 29 de enero de 1915) fue un pastor y administrador de la Iglesia Adventista del Séptimo Día, que se desempeñó como presidente de la Asociación General entre 1888 y 1897.
Nacido en Skogen, en la cercanía de Christiania, Noruega, Olsen emigró a los Estados Unidos, Wisconsin a la edad de 5 años. A los 9 años de edad, sus padres habían comenzado a observar el sábado como día de reposo. Fue bautizado en 1858.
Desde 1876 a 1877 asistió al Battle Creek College, conocido actualmente como Universidad Andrews. En 1869 la Asociación de Wisconsin le concedió una licencia ministerial. El 2 de junio de 1873, fue ordenado como pastor. Al año siguiente fue elegido presidente de la Asociación de Wisconsin. Se desempeñó en una variedad de puestos administrativos.
En la controvertida sesión de la Asociación General de 1888 —en la que no estuvo presente—, fue elegido presidente de la Iglesia Adventista a nivel mundial. Durante su presidencia, enfrentó problemas financieros y organizativos, dio los primeros pasos para establecer un presupuesto para la Asociación General, y fomentó el desarrollo del concepto de Unión de Asociaciones en Australia.
Después de dejar la presidencia de la denominación en 1897, Olsen desempeñó una variedad de posiciones administrativas en distintas partes del mundo. Trabajó en Sudáfrica y Europa,  y fue líder de la Iglesia Adventista en el Reino Unido y en Australia en 1902 y 1905, respectivamente. Regresó a Estados Unidos en 1909 para desempeñarse como secretario de Relaciones Exteriores de la Asociación General y como vicepresidente de la División Norteamericana, a partir de 1913.
Mientras cumplía estas funciones, Olsen falleció el 29 de enero de 1915 tras sufrir un infarto cardíaco.